# Општина Хесус Марија (Агваскалијентес)
Хесус Марија (шп. Jesús María) општина је у Мексику у савезној држави Агваскалијентес. Општина се налази на надморској висини од 1880 м.

## Становништво
Према подацима из 2010. у општини је живело 99590 становника.

### Хронологија
| Година       | 2000                  | 2005                  | 2010                  |
| ------------ | --------------------- | --------------------- | --------------------- |
| Становништво | 64097 (31193 / 32904) | 82623 (40556 / 42067) | 99590 (49090 / 50500) |

### Попис
| \| \| м \| \| \| ж \| \| 0—2 \| 3.624 \| \| \| 3.420 \| \| 3—5 \| 3.744 \| \| \| 3.633 \| \| 6—11 \| 7.536 \| \| \| 7.299 \| \| 12—14 \| 3.269 \| \| \| 3.221 \| \| 15—17 \| 3.258 \| \| \| 3.116 \| \| 18—24 \| 5.953 \| \| \| 6.390 \| \| 60+ \| 2.679 \| \| \| 2.773 \| \| Просек : \| 25,7 \| \| \| 26,5 \| |       |  |  |       |
| |       |  |  |       |
| | м     |  |  | ж     |
| 0—2 | 3.624 |  |  | 3.420 |
| 3—5 | 3.744 |  |  | 3.633 |
| 6—11 | 7.536 |  |  | 7.299 |
| 12—14 | 3.269 |  |  | 3.221 |
| 15—17 | 3.258 |  |  | 3.116 |
| 18—24 | 5.953 |  |  | 6.390 |
| 60+ | 2.679 |  |  | 2.773 |
| Просек : | 25,7  |  |  | 26,5  |

| #   | Индикатор                                                                                        | Вредност |
| --- | ------------------------------------------------------------------------------------------------ | -------- |
| 1   | Становништво од 0 до 2 године                                                                    | 7044     |
| 2   | Мушко становништво од 0 до 2 године                                                              | 3624     |
| 3   | Женско становништво од 0 до 2 године                                                             | 3420     |
| 4   | Становништво са 3 и више година                                                                  | 92182    |
| 5   | Мушко становништво са 3 и више година                                                            | 45287    |
| 6   | Женско становништво са 3 и више година                                                           | 46895    |
| 7   | Становништво са 5 и више година                                                                  | 87244    |
| 8   | Мушко становништво са 5 и више година                                                            | 42788    |
| 9   | Женско становништво са 5 и више година                                                           | 44456    |
| 10  | Становништво са 12 и више година                                                                 | 69970    |
| 11  | Мушко становништво са 12 и више година                                                           | 34007    |
| 12  | Женско становништво са 12 и више година                                                          | 35963    |
| 13  | Становништво са 15 и више година                                                                 | 63480    |
| 14  | Мушко становништво са 15 и више година                                                           | 30738    |
| 15  | Женско становништво са 15 и више година                                                          | 32742    |
| 16  | Становништво са 18 и више година                                                                 | 57106    |
| 17  | Мушко становништво са 18 и више година                                                           | 27480    |
| 18  | Женско становништво са 18 и више година                                                          | 29626    |
| 19  | Становништво од 3 до 5 година                                                                    | 7377     |
| 20  | Мушко становништво од 3 до 5 година                                                              | 3744     |
| 21  | Женско становништво од 3 до 5 година                                                             | 3633     |
| 22  | Становништво од 6 до 11 година                                                                   | 14835    |
| 23  | Мушко становништво од 6 до 11 година                                                             | 7536     |
| 24  | Женско становништво од 6 до 11 година                                                            | 7299     |
| 25  | Становништво од 8 до 14 година                                                                   | 16376    |
| 26  | Мушко становништво од 8 до 14 година                                                             | 8246     |
| 27  | Женско становништво од 8 до 14 година                                                            | 8130     |
| 28  | Становништво од 12 до 14 година                                                                  | 6490     |
| 29  | Мушко становништво од 12 до 14 година                                                            | 3269     |
| 30  | Женско становништво од 12 до 14 година                                                           | 3221     |
| 31  | Становништво од 15 до 17 година                                                                  | 6374     |
| 32  | Мушко становништво од 15 до 17 година                                                            | 3258     |
| 33  | Женско становништво од 15 до 17 година                                                           | 3116     |
| 34  | Становништво од 18 до 24 године                                                                  | 12343    |
| 35  | Мушко становништво од 18 до 24 године                                                            | 5953     |
| 36  | Женско становништво од 18 до 24 године                                                           | 6390     |
| 37  | Женско становништво од 15 до 49 година                                                           | 27143    |
| 38  | Становништво са 60 и више година                                                                 | 5452     |
| 39  | Мушко становништво са 60 и више година                                                           | 2679     |
| 40  | Женско становништво са 60 и више година                                                          | 2773     |
| 41  | Однос између мушкараца и жена                                                                    | 97.21    |
| 42  | Становништво од нуле до 14 година                                                                | 35746    |
| 43  | Становништво од 15 до 64 године                                                                  | 59840    |
| 44  | Становништво од 65 година и више                                                                 | 3640     |
| 45  | Просечан број деце                                                                               | 2.44     |
| 46  | Становништво рођено у ентитету                                                                   | 81892    |
| 47  | Мушко становништво рођено у ентитету                                                             | 40392    |
| 48  | Женско становништво рођено у ентитету                                                            | 41500    |
| 49  | Становништво рођено у другом ентитету                                                            | 16300    |
| 50  | Мушко становништво рођено у другом ентитету                                                      | 7975     |
| 51  | Женско становништво рођено у другом ентитету                                                     | 8325     |
| 52  | Становништво од 5 година и више резидентно у ентитету у јуну 2005. године                        | 81868    |
| 53  | Мушко становништво старосног доба од 5 година и више, резидентно у ентитету у јуну 2005. године  | 39791    |
| 54  | Женско становништво старосног доба од 5 и више година, резидентно у ентитету у јуну 2005. године | 42077    |
| 55  | Становништво од 5 година и више које је живело у другом ентитету у јуну 2005. године             | 3532     |
| 56  | Мушко становништво старије од 5 година које је живело у другом ентитету у јуну 2005. године      | 1793     |
| 57  | Женско становништво старије од 5 година које је живело у другом ентитету у јуну 2005. године     | 1739     |
| 58  | Становништво од 3 године и више које говори аутохтони језик                                      | 179      |
| 59  | Мушко становништво старо 3 године и више које говори аутохтони језик                             | 112      |
| 60  | Женско становништво старо 3 године и више које говори аутохтони језик                            | 67       |
| 61  | Становништво од 3 године и више које говори аутохтони језик и не говори шпански језик            | 0        |
| 62  | Мушко становништво старо 3 године и више које говори аутохтони језик и не говори шпански         | 0        |
| 63  | Женско становништво старо 3 године и више које говори аутохтони језик и не говори шпански језик  | 0        |
| 64  | Становништво старо 3 године и више које говори аутохтони језик и шпански                         | 82       |
| 65  | Мушко становништво старо 3 године и више које говори аутохтони језик и шпански                   | 49       |
| 66  | Женско становништво старо 3 године и више које говори аутохтони језик и шпански                  | 33       |
| 67  | Становништво од 5 година и више које говори аутохтони језик                                      | 177      |
| 68  | Становништво од 5 година и више које говори аутохтони језик и не говори шпански језик            | 0        |
| 69  | Становништво од 5 година и више које говори аутохтони језик и говори шпански језик               | 82       |
| 70  | Становништво у домородачким домаћинствима                                                        | 385      |
| 71  | Становништво са ограничењима у активностима                                                      | 3325     |
| 72  | Становништво са ограниченим ходањем или кретањем, горе или доле                                  | 1812     |
| 73  | Становници са ограничењима вида, чак и уз кориштење сочива                                       | 778      |
| 74  | Становништво са ограничењима говора, комуникације или конверзације                               | 284      |
| 75  | Становништво са ограниченим слухом                                                               | 236      |
| 76  | Становништво са ограничењима при одевању, купању или јелу                                        | 126      |
| 77  | Становништво са ограничењима у опажању или учењу једноставних ствари                             | 198      |
| 78  | Становништво са менталним ограничењима                                                           | 384      |
| 79  | Становништво без ограничења активности                                                           | 95307    |
| 80  | Становништво од 3 до 5 година које не похађа школу                                               | 3739     |
| 81  | Мушко становништво од 3 до 5 година које не похађа школу                                         | 1891     |
| 82  | Женско становништво од 3 до 5 година које не похађа школу                                        | 1848     |
| 83  | Становништво од 6 до 11 година које не похађа школу                                              | 402      |
| 84  | Мушко становништво од 6 до 11 година које не похађа школу                                        | 219      |
| 85  | Женско становништво од 6 до 11 година које не похађа школу                                       | 183      |
| 86  | Становништво од 12 до 14 година које не похађа школу                                             | 646      |
| 87  | Мушко становништво од 12 до 14 година које не похађа школу                                       | 350      |
| 88  | Женско становништво од 12 до 14 година које не похађа школу                                      | 296      |
| 89  | Становништво од 15 до 17 година похађа школу                                                     | 3680     |
| 90  | Мушко становништво од 15 до 17 година похађа школу                                               | 1805     |
| 91  | Женско становништво између 15 и 17 година живота у школи                                         | 1875     |
| 92  | Становништво од 18 до 24 године похађа школу                                                     | 2349     |
| 93  | Мушко становништво од 18 до 24 године похађа школу                                               | 1073     |
| 94  | Женско становништво од 18 до 24 године похађа школу                                              | 1276     |
| 95  | Становништво од 8 до 14 година које не може да чита и пише                                       | 336      |
| 96  | Мушко становништво старосног доба од 8 до 14 година које не може да чита и пише                  | 197      |
| 97  | Женско становништво старосног доби од 8 до 14 година које не може да чита и пише                 | 139      |
| 98  | Становништво од 15 година и више које је неписмено                                               | 2377     |
| 99  | Мушко становништво од 15 година и више које је неписмено                                         | 1072     |
| 100 | Женско становништво од 15 година и више које је неписмено                                        | 1305     |
| 101 | Становништво старо 15 и више година без школовања                                                | 2836     |
| 102 | Мушко становништво старо 15 и више година без школовања                                          | 1376     |
| 103 | Женско становништво старо 15 и више година без школовања                                         | 1460     |
| 104 | Становништво старосног доба 15 и више година са непотпуним основним образовањем                  | 8706     |
| 105 | Мушко становништво старосног доба од 15 година и више са непотпуном основним образовањем         | 4188     |
| 106 | Женско становништво старосног доба 15 и више година са непотпуном основним образовањем           | 4518     |
| 107 | Становништво старо 15 и више година са комплетним основним образовањем                           | 11996    |
| 108 | Мушко становништво старо 15 година и више са комплетним основним образовањем                     | 5664     |
| 109 | Женско становништво старо 15 и више година са комплетним основним образовањем                    | 6332     |
| 110 | Становништво старосног доба 15 и више година са непотпуним средњим образовањем                   | 3782     |
| 111 | Мушко становништво старосног доба од 15 година и више са непотпуним средњим образовањем          | 2155     |
| 112 | Женско становништво старосног доба од 15 година и више са непотпуним средњим образовањем         | 1627     |
| 113 | Становништво старо 15 и више година са пуним секундарном образовањем                             | 15669    |
| 114 | Мушко становништво старосног доба од 15 година и више са пуним секундарном образовањем           | 7572     |
| 115 | Женско становништво старосног доба од 15 година и више са пуним секундарном образовањем          | 8097     |
| 116 | Становништво старије од 18 година са постосновним образовањем                                    | 18292    |
| 117 | Мушко становништво старије од 18 година са постосновним образовањем                              | 8797     |
| 118 | Женско становништво старије од 18 година са постосновним образовањем                             | 9495     |
| 119 | Просечна оцена школовања                                                                         | 8.6      |
| 120 | Просечан ниво образовања мушке популације                                                        | 8.63     |
| 121 | Просечан ниво образовања женског становништва                                                    | 8.58     |
| 122 | Економски активно становништво                                                                   | 39315    |
| 123 | Економски активна мушка популација                                                               | 26034    |
| 124 | Економски активна женска популација                                                              | 13281    |
| 125 | Становништво које није економски активно                                                         | 30393    |
| 126 | Мушко становништво које није економски активно                                                   | 7823     |
| 127 | Женско становништво које није економски активно                                                  | 22570    |
| 128 | Запослено становништво                                                                           | 37379    |
| 129 | Запослено мушко становништво                                                                     | 24398    |
| 130 | Запослено женско становништво                                                                    | 12981    |
| 131 | Незапослена популација                                                                           | 1936     |
| 132 | Незапослена мушка популација                                                                     | 1636     |
| 133 | Незапослена женска популација                                                                    | 300      |
| 134 | Становништво без права на здравствене услуге                                                     | 22241    |
| 135 | Становништво које има право на здравствене услуге                                                | 76864    |
| 136 | Становништво које има право на ИМСС                                                              | 46289    |
| 137 | Становништво које има право на социјално осигурање                                               | 4061     |
| 138 | Становништво које има право на државно социјално осигурање                                       | 104      |
| 139 | Становништво које има право на опште осигурање или здравствено осигурање за нову генерацију      | 25524    |
| 140 | Становништво које је било једном или није било у браку током 12 година и више                    | 24918    |
| 141 | Венчано или уједињено становништво од 12 година и више                                           | 40573    |
| 142 | Становништво које је било у браку или уједињено 12 година и више                                 | 4350     |
| 143 | Становништво са католичком религијом                                                             | 93893    |
| 144 | Протестанти, еванђелисти и библијски следбеници различити од еванђелиста                         | 3480     |
| 145 | Становништво са другим религијама различитим од претходних                                       | 82       |
| 146 | Становништво без религије                                                                        | 1381     |
| 147 | Укупно пописаних домаћинства                                                                     | 22806    |
| 148 | Пописна домаћинства на челу са мушкарцима                                                        | 18817    |
| 149 | Пописна домаћинства на челу са женама                                                            | 3989     |
| 150 | Становништво у пописним домаћинствима                                                            | 99211    |
| 151 | Становништво у пописним домаћинствима на челу са мушкарцима                                      | 84996    |
| 152 | Становништво у пописним домаћинствима на челу са женама                                          | 14215    |
| 153 | Укупно домаћинстава                                                                              | 30199    |
| 154 | Укупно насељених домаћинстава                                                                    | 22924    |
| 155 | Укупно приватних кућа                                                                            | 30081    |
| 156 | Насељени приватни домови                                                                         | 22806    |
| 157 | Укупно насељених приватних кућа                                                                  | 22917    |
| 158 | Ненасељене приватне куће                                                                         | 5882     |
| 159 | Појединачна домаћинства за привремену употребу                                                   | 1393     |
| 160 | Становници у насељеним приватним кућама                                                          | 99211    |
| 161 | Насељеност станара у приватним становима                                                         | 4.35     |
| 162 | Просечно становника по соби у приватним насељеним домаћинствима                                  | 1.11     |
| 163 | Појединачна домаћинства са подовима од различитих материјала од земље                            | 22164    |
| 164 | Појединачна домаћинства у приземљу                                                               | 566      |
| 165 | Појединачна домаћинства са једном спаваћом собом                                                 | 6508     |
| 166 | Појединачна домаћинства са две спаваће собе и више                                               | 16239    |
| 167 | Појединачна домаћинства са једним собом                                                          | 921      |
| 168 | Појединачна домаћинства са две собе                                                              | 2658     |
| 169 | Појединачна домаћинства са 3 собе и више                                                         | 19143    |
| 170 | Појединачна домаћинства која имају електрично светло                                             | 22498    |
| 171 | Појединачна домаћинства која немају електрично светло                                            | 271      |
| 172 | Појединачна домаћинства која имају водоводну воду у стамбеном простору                           | 22134    |
| 173 | Појединачна домаћинства која немају водоводну воду у стамбеном простору                          | 603      |
| 174 | Појединачна домаћинства која имају тоалет                                                        | 22349    |
| 175 | Појединачна домаћинства која имају канализацију                                                  | 22353    |
| 176 | Појединачна домаћинства која немају канализацију                                                 | 383      |
| 177 | Појединачна домаћинства која имају електрично светло, довод воде из јавне мреже и канализацију   | 21790    |
| 178 | Појединачна домаћинства без икаквих услова                                                       | 118      |
| 179 | Појединачна домаћинства која имају радио                                                         | 19963    |
| 180 | Појединачна домаћинства која имају телевизор                                                     | 22183    |
| 181 | Појединачна домаћинства која имају фрижидер                                                      | 20615    |
| 182 | Појединачна домаћинства која имају машину за веш                                                 | 18493    |
| 183 | Појединачна домаћинства која имају аутомобил или комби                                           | 13944    |
| 184 | Појединачна домаћинства која имају рачунар                                                       | 6839     |
| 185 | Појединачна домаћинства која имају фиксну телефонску линију                                      | 9378     |
| 186 | Појединачна домаћинства која имају мобилни телефон                                               | 16391    |
| 187 | Појединачна домаћинства која имају приступ интернету                                             | 4258     |